# Mappenschule

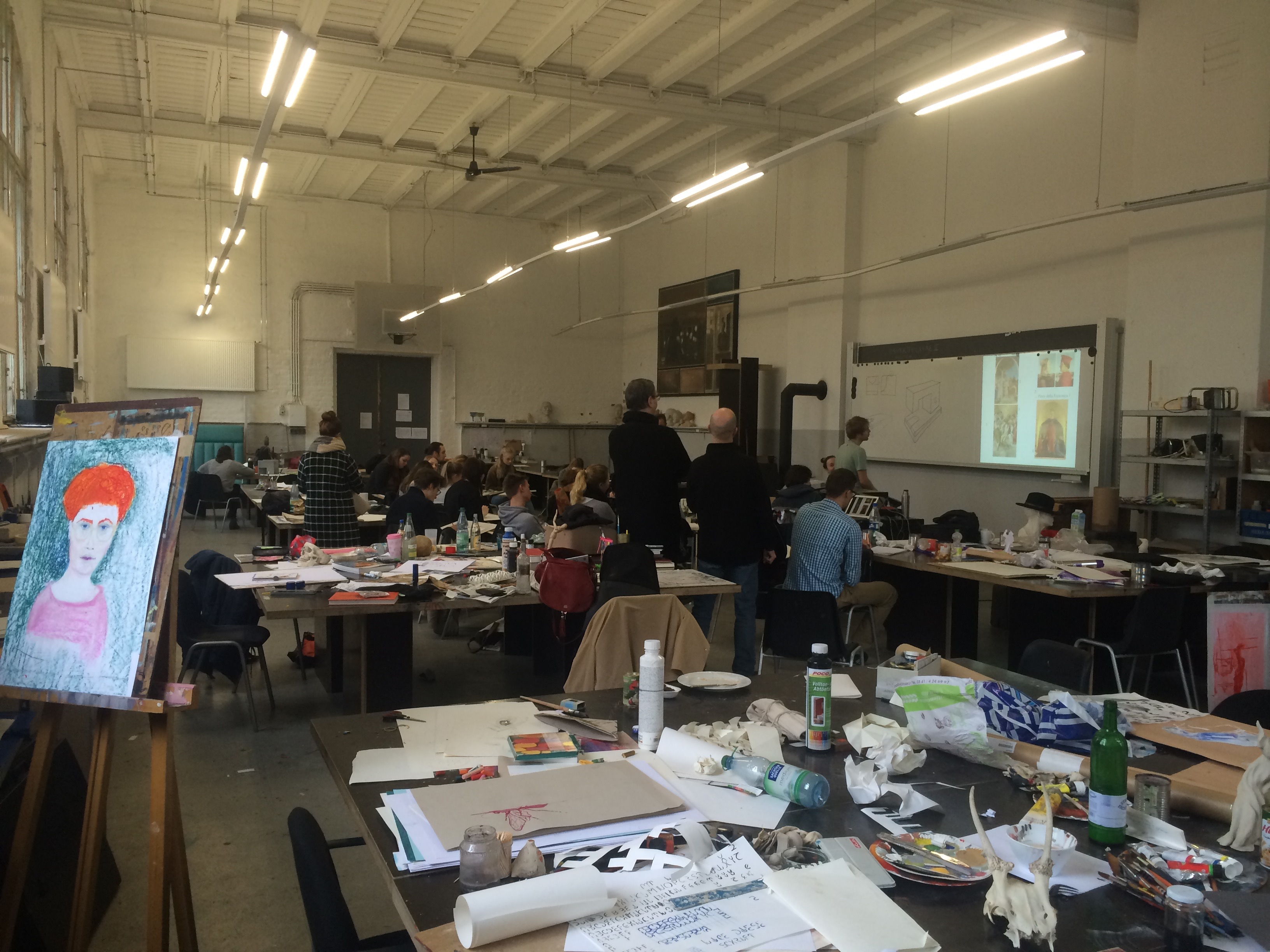
Blick in den Zeichenraum einer Mappenschule, Deutschland, 2017

Eine Mappenschule unterstützt Menschen bei der Vorbereitung auf die Aufnahmeprüfung an Kunst- und Designhochschulen mit Mappenkursen. Viele Mappenschulen bieten zusätzlich Grundlagenausbildung in Kunst- und Designfächern sowie Spezialkurse mit unterschiedlicher Dauer und Intensität an. Mappenschulen sind in der Regel privat geführte Firmen und Einzelunternehmen, aber auch Volkshochschulen. Die Kosten für die Kurse variieren stark nach Ort und Umfang der Ausbildung.

## Mappenkurs
Hauptbestandteil eines Mappenkurses ist die Erarbeitung einer individuellen Präsentationsmappe zur Demonstration der gestalterisch-künstlerischen-kreativen Talente der Studienwilligen für die Prüfungskommission.

## Geschichte
Bis zur Einführung der Bologna-Reform (Bachelor- und Master-Studiengänge) in Deutschland boten Kunsthochschulen obligate Vorkurse oder ein Nulltes Studienjahr an, z. B. die Kunsthochschule Burg Giebichenstein. Die Vorkurse dienten den Studenten als Grundlagenausbildung, oft im handwerklichen Bereich. Weiterhin wurde die zweijährige künstlerische Grundlagenausbildung in den Kunsthochschulen stark reduziert. Diese Ausbildungslücke wird durch die Mappenschulen teilweise geschlossen.